# Championnat de France de football américain 1988
Navigation
Saison 1987 Saison 1989

La saison 1988 du casque d’or est la 7e saison du championnat de France de football américain 1re division qui voit le sacre des Castors de Paris.

## Participants
- Argonautes d'Aix-en-Provence
- Samouraïs de Villeurbanne
- Giants de Saint-Étienne
- Wolfmen de Montpellier
- Paris Jets
- Flash de La Courneuve
- Hurricanes de Paris
- Wild Turkey de Paris
- Rangers de Saint-Mandé
- Castors de Paris
- Drakkars de Nantes
- Anges Bleus de Joinville
- Spartacus de Paris
- Météores de Fontenay
- Challengers de Paris
- Sphinx du Plessis (apparition)
- Caïmans 72 du Mans (finaliste en D2)
- All Stars de Bagnolet (demi-finaliste en D2)
- Remparts d'Antibes (demi-finaliste en D2)
- Iroquois de Rouen (quart de finaliste en D2)

## Classement
| Qualifié en play-offs |

| Relégué en D2 |

| Poule A (Sud)             |      |      |      |     |          |            |
| Club                      | Vic. | Nuls | Déf. | Pts | Pts pour | Pts contre |
| Argonautes d'Aix          | 0    | 0    | 0    | 0   | 0        | 0          |
| Samouraïs de Villeurbanne | 0    | 0    | 0    | 0   | 0        | 0          |
| Giants de St-Étienne      | 0    | 0    | 0    | 0   | 0        | 0          |
| Wolfmen de Montpellier    | 0    | 0    | 0    | 0   | 0        | 0          |
| Remparts d'Antibes        | 0    | 0    | 0    | 0   | 0        | 0          |

| Poule B (Paris I)     |      |      |      |     |          |            |
| Club                  | Vic. | Nuls | Déf. | Pts | Pts pour | Pts contre |
| Flash de La Courneuve | 0    | 0    | 0    | 0   | 0        | 0          |
| Paris Jets            | 0    | 0    | 0    | 0   | 0        | 0          |
| Hurricanes de Paris   | 0    | 0    | 0    | 0   | 0        | 0          |
| Wild Turkey de Paris  | 0    | 0    | 0    | 0   | 0        | 0          |
| Rangers de St-Mandé   | 0    | 0    | 0    | 0   | 0        | 0          |

| Poule C (Ouest)    |      |      |      |     |          |            |
| Club               | Vic. | Nuls | Déf. | Pts | Pts pour | Pts contre |
| Castors de Paris   | 2    | 0    | 0    | 6   | 55       | 14         |
| Sphinx du Plessis  | 2    | 0    | 0    | 6   | 64       | 47         |
| Caïmans 72 du Mans | 4    | 0    | 4    | 16  | 158      | 149        |
| Iroquois de Rouen  | 0    | 0    | 2    | 2   | 10       | 44         |
| Drakkars de Nantes | 0    | 0    | 2    | 2   | 20       | 53         |

| Poule D (Paris II)       |      |      |      |     |          |            |
| Club                     | Vic. | Nuls | Déf. | Pts | Pts pour | Pts contre |
| Anges Bleus de Joinville | 0    | 0    | 0    | 0   | 0        | 0          |
| Spartacus de Paris       | 0    | 0    | 0    | 0   | 0        | 0          |
| All Stars de Bagnolet    | 0    | 0    | 0    | 0   | 0        | 0          |
| Challengers de Paris     | 0    | 0    | 0    | 0   | 0        | 0          |
| Météores de Fontenay     | 0    | 0    | 0    | 0   | 0        | 0          |

## Tableau final
|  | Demi-finales             | Demi-finales             |                  |    | Finale                                | Finale |
|  | Demi-finales             | Demi-finales             |                  |    | Finale                                | Finale |
|  |                          |                          |                  |    |                                       |        |
|  |                          |                          |                  |    | 26 juin 1988, Stade Jean-Bouin, Paris |        |
|  |                          |                          |                  |    |                                       |        |
|  | Castors de Paris         | 29                       |                  |    |                                       |        |
|  | Castors de Paris         | 29                       |                  |    |                                       |        |
|  | Argonautes d'Aix         | 7                        |                  |    |                                       |        |
|  | Argonautes d'Aix         | 7                        | Castors de Paris | 7  |                                       |        |
|  |                          |                          | Castors de Paris | 7  |                                       |        |
|  |                          | Anges Bleus de Joinville | 0                |    |                                       |        |
|  | Anges Bleus de Joinville | Anges Bleus de Joinville | 0                | 13 |                                       |        |
|  | Anges Bleus de Joinville |                          |                  | 13 |                                       |        |
|  | Sphinx du Plessis        | 6                        |                  |    |                                       |        |
|  | Sphinx du Plessis        | 6                        |                  |    |                                       |        |

## Source
- (fr) Elitefoot